# Psychotria moonii
Psychotria moonii là một loài thực vật có hoa trong họ Thiến thảo. Loài này được Hook.f. miêu tả khoa học đầu tiên năm 1880.